# کانوت پنجم
کانوت پنجم دانمارک (دانمارکی: Knud V Magnussen؛ ح. 1129 – 9 august ۱۱۵۷ (۲۷−۲۸ سال)) یک پادشاه دانمارک اهل سوئد بود.